# Contea di Henry (Kentucky)
La contea di Henry in inglese Henry County è una contea dello Stato del Kentucky, negli Stati Uniti. La popolazione al censimento del 2020 era di 15 678 abitanti. Il capoluogo di contea è New Castle e la città più popolosa è Eminence.

## Località
- Bethlehem
- Campbellsburg
- Defoe
- Eminence
- Franklinton
- Lockport
- New Castle (capoluogo)
- Pendleton
- Pleasureville
- Port Royal
- Smithfield
- Sulphur
- Turners Station